# Jundiá (Rio Grande do Norte)
Jundiá é um município brasileiro do estado do Rio Grande do Norte.

## Geografia
Na divisão territorial do Brasil feita pelo Instituto Brasileiro de Geografia e Estatística (IBGE) em 2017, Jundiá pertence às regiões geográficas intermediária e imediata de Natal. Até então, na divisão em mesorregiões e microrregiões que vigorava desde 1989, o município fazia parte da microrregião e mesorregião do Agreste Potiguar.
Localizado no agreste, uma área de transição entre a Zona da Mata e o sertão, Jundiá é um dos menores municípios do Rio Grande do Norte em território, com uma área de apenas 44,641 km² (0,0845% da superfície estadual), dos quais 0,381 km² em área urbana (2015). É limitado a norte por Monte Alegre e São José de Mipibu; a sul por Várzea; a leste, Espírito Santo e, a oeste, Brejinho e Passagem. Está a 70 km da capital estadual, Natal, e a 2 372 km da capital federal, Brasília.
O relevo é constituído por terrenos rebaixados, de transição entre os tabuleiros costeiros e o Planalto da Borborema, com altitudes de até duzentos metros. As áreas de menor altitude pertencem ao embasamento cristalino, constituída principalmente por rochas granito-gnáissicas oriundas do período Pré-Cambriano Médio, entre 1,1 bilhão e 2,5 bilhões de anos. Nas áreas mais altas ocorrem as coberturas colúvio-eluviais, formadas a partir da ação do intemperismo, durante a idade Quartenária.
Existem duas classes de solo no município, os latossolos do tipo vermelho-amarelo e os planossolos solódicos. O primeiro é melhor drenado, mais profundo e poroso, com textura mista, formado por areia e argila, enquanto o último possui maior grau de fertilidade e textura média. Esses solos são cobertos tanto por espécies de Mata Atlântica quanto de caatinga, esta de menor porte que a primeira e típica de áreas mais secas. Existem também os campos de várzea, presente nas várzeas mais úmidas e mais sujeitas à inundação.
Na hidrografia, o território jundiaense está inserido em um conjunto de três bacias hidrográficas, dos rios Jacu, Trairi e Curimataú, sendo a primeira a maior delas, cujo rio principal passa pelo município, além dos riachos do Alívio, Jundiaí, do Mel, do Prego, Salvado, Tamanduá e da Várzea e das lagoas Lagoas: do Almoço, do Cipoal, do Genipapo, Grande e do Tomé. O clima é semiárido, com chuvas concentradas no período de março a julho.
| Dados climatológicos para Jundiá | Dados climatológicos para Jundiá | Dados climatológicos para Jundiá | Dados climatológicos para Jundiá | Dados climatológicos para Jundiá | Dados climatológicos para Jundiá | Dados climatológicos para Jundiá | Dados climatológicos para Jundiá | Dados climatológicos para Jundiá | Dados climatológicos para Jundiá | Dados climatológicos para Jundiá | Dados climatológicos para Jundiá | Dados climatológicos para Jundiá | Dados climatológicos para Jundiá |
| Mês                              | Jan                              | Fev                              | Mar                              | Abr                              | Mai                              | Jun                              | Jul                              | Ago                              | Set                              | Out                              | Nov                              | Dez                              | Ano                              |
| -------------------------------- | -------------------------------- | -------------------------------- | -------------------------------- | -------------------------------- | -------------------------------- | -------------------------------- | -------------------------------- | -------------------------------- | -------------------------------- | -------------------------------- | -------------------------------- | -------------------------------- | -------------------------------- |
| Temperatura máxima média (°C)    | 31,9                             | 31,8                             | 31,2                             | 30,4                             | 29,4                             | 28,1                             | 27,7                             | 28,2                             | 29,6                             | 30,9                             | 31,6                             | 31,9                             | 30,2                             |
| Temperatura média (°C)           | 26,9                             | 26,9                             | 26,5                             | 26                               | 25,2                             | 24                               | 23,5                             | 23,7                             | 24,7                             | 25,6                             | 26,4                             | 26,8                             | 25,5                             |
| Temperatura mínima média (°C)    | 21,9                             | 22                               | 21,8                             | 21,6                             | 21                               | 20                               | 19,3                             | 19,2                             | 19,8                             | 20,4                             | 21,2                             | 21,7                             | 20,8                             |
| Precipitação (mm)                | 44                               | 77                               | 135                              | 167                              | 143                              | 152                              | 134                              | 63                               | 34                               | 11                               | 13                               | 18                               | 991                              |
| Fonte: Climate-data.org          |                                  |                                  |                                  |                                  |                                  |                                  |                                  |                                  |                                  |                                  |                                  |                                  |                                  |